# Oskar Kolberg
Henryk Oskar Kolberg (ur. 22 lutego 1814 w Przysusze, zm. 3 czerwca 1890 w Krakowie) – polski etnograf, encyklopedysta, folklorysta i kompozytor.

## Życie

### Dzieciństwo
Oskar Kolberg był synem Juliusza Kolberga, inżyniera przybyłego z Meklemburgii i osiadłego w Warszawie w 1796 roku. Matką Oskara była Karolina Fryderyka Mercoeur, urodzona w Fordonie nad Wisłą (dziś część Bydgoszczy) w rodzinie francuskich imigrantów. Kolbergowie od 1810 do 1817 roku mieszkali w Przysusze. Ojciec Oskara pracował tam jako zarządca zakładów hutniczych. W roku 1817 został powołany na stanowisko profesora geodezji i miernictwa na nowo założonym Uniwersytecie Warszawskim. Rodzina wróciła wtedy do Warszawy, gdzie zamieszkała w Pałacu Kazimierzowskim, włączając się czynnie w życie naukowe i artystyczne stolicy. Sąsiadami Kolbergów byli między innymi Mikołaj Chopin i Kazimierz Brodziński. Kolbergowie zapewnili swoim synom bardzo dobre wykształcenie. Wilhelm – starszy brat Oskara – był inżynierem i kartografem. Antoni – młodszy – malarzem. Kolbergowie mieli jeszcze troje dzieci: Juliusza (zmarł w roku 1843, w wieku 25 lat; ojciec Julii i Karoliny Gallasch) oraz zmarłych w dzieciństwie Gustawa i Julię.

### Edukacja
W latach 1823–1830 Kolberg uczęszczał do Liceum Warszawskiego, którego dyrektorem był Samuel Bogumił Linde. W tej samej renomowanej szkole kształcili się także dwaj bracia Oskara, Wilhelm i Antoni, oraz Fryderyk Chopin. Wybuch powstania listopadowego i zamknięcie placówki spowodowały przerwanie edukacji Kolberga.
Poza nauką w Liceum Oskar uczył się gry na fortepianie i kompozycji u T. Głogowskiego (1824), F. Vettera (1825), J. Elsnera (1830), a także u I. F. Dobrzyńskiego (w latach 1832–1834). W latach 1835 do 1836 przebywał w Berlinie, gdzie studiował teorię muzyki i kompozycję u C. F. Girschnera i K. F. Rungenhagena oraz prawdopodobnie uczęszczał do Akademii Handlowej.

### Praca zawodowa i etnograficzna

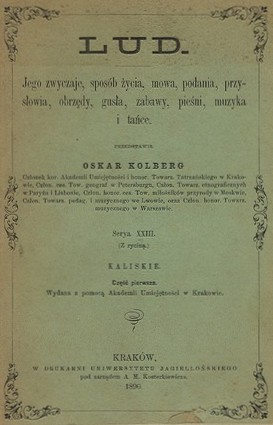
Lud, seria XXIII Kaliskie, Kraków 1890

Dorosły Kolberg pracował jako nauczyciel muzyki, urzędnik bankowy, księgowy. Dzięki pomocy swojego brata, Wilhelma, otrzymał w 1846 roku posadę w zarządzie Kolei Warszawsko-Wiedeńskiej. W tym okresie komponował i wydawał liczne utwory muzyczne. W 1861 r. porzucił pracę urzędnika kolejowego poświęcając się wyłącznie pracy naukowej i literackiej.
Kolberg opracował ponad 1000 haseł z zakresu muzyki, muzykologii, etnografii i etnologii do wydawanej przez Samuela Orgelbranda w latach 1859–1868 28-tomowej Encyklopedii Powszechnej. Jego nazwisko wymienione jest w pierwszym tomie w spisie autorów tej encyklopedii.
W dziedzinie etnologii szczególne znaczenie miał jego artykuł Polski lud (tom 21 Encyklopedii). Później etnografia, do której zaliczał także muzykę i literaturę ludową, wiedzę o języku (gwarze) itp., stała się głównym obszarem jego badań.
W roku 1839 w okolicach Warszawy (Wilanów i Czerniaków) po raz pierwszy zanotował ze słuchu melodie ludowe. Wydawał je drukiem w latach 1842–1849 z własnym akompaniamentem fortepianowym, ponieważ publikacje te, zgodnie z ówczesnym zwyczajem, miały popularyzować folklor wśród muzyków-amatorów. Z czasem jednak najważniejsze stało się dla Kolberga dokumentowanie muzyki ludowej i jej badanie. Efektem tych prac było wydanie w roku 1857 cennej monografii ballad ludowych pt. Pieśni ludu polskiego. Stały kontakt z kulturą wiejską doprowadził ostatecznie do stworzenia w roku 1865 kompleksowego programu badań etnograficznych. Kolberg wielokrotnie podkreślał, że nie jest zawodowym etnografem, a celem jego pracy jest jedynie gromadzenie materiałów. Jak pisał Stanisław Lam – „(...) zamilczał tu sam autor o swej ogromnej zasłudze, mianowicie, iż on to pierwszy dopiero, w jedną spoistą całość uchwycił melodyę ludową(...), a przez to dał podwaliny naszemu ludoznawstwu”.
We wspomnianym 1865 roku, mając za sobą ponad dwudziestoletnie doświadczenie badacza terenowego, rozpoczął wydawanie cyklu monografii regionalnych objętych wspólnym tytułem Lud. Jego zwyczaje, sposób życia, mowa, podania, przysłowia, obrzędy, gusła, zabawy, pieśni, muzyka i tańce, przy czym część tomów opublikowana została z podtytułem Obrazy etnograficzne. Założeniem Kolberga było opracowanie dzieła opartego na źródłach pochodzących z terenów całej przedrozbiorowej Rzeczypospolitej. Do śmierci (tj. do roku 1890) udało się Kolbergowi wydać 33 woluminy Ludu..., a z materiałów przez niego przygotowanych wydano do roku 1907 jeszcze trzy kolejne tomy.
W 1868 roku Kolberg został przyjęty do Towarzystwa Naukowego Krakowskiego, które zaproponowało mu częściowe finansowanie druku Ludu... Propozycja materialnego wsparcia wpłynęła na decyzję o opuszczeniu Warszawy i przeniesieniu się w okolice Krakowa w 1871 roku. Początkowo Kolberg mieszkał w Mogilanach, u swojego przyjaciela – etnografa-amatora Józefa Konopki, później, w latach 1872–1884 u jego rodzeństwa, Antoniny i Juliana Konopków, w Modlnicy. W roku 1874 Kolberg został członkiem komisji antropologicznej Akademii Umiejętności (przekształconej z Towarzystwa Naukowego Krakowskiego w 1872) i przewodniczącym jej sekcji etnologicznej. Wzór monografii regionalnej zaproponowany przez niego w Ludzie... zdeterminował charakter prac etnograficznych publikowanych w ZWAK przez badaczy związanych z Akademią (W. Siarkowski, A. Petrow, S. Ciszewski, S. Udziela). W roku 1878 Kolberg udał się na wystawę światową w Paryżu, gdzie, w pawilonie austriackim, prezentowane były przygotowane przez niego wspólnie z Izydorem Kopernickim materiały ikonograficzne (postacie i stroje ludowe z różnych regionów). Za udział w wystawie otrzymał dyplom i medal pamiątkowy. Kolberg był także jednym z patronów i organizatorów wystawy etnograficznej zorganizowanej w 1880 r. w Kołomyi. Jesienią 1884 roku przeniósł się do Krakowa, gdzie nadal poświęcał się pracy etnograficznej. W roku 1885 odbył swój ostatni wyjazd badawczy w Przemyskie i Sanockie. Rok przed śmiercią Kolberg obchodził 50-lecie pracy. Grono jego przyjaciół ze środowiska artystycznego i naukowego Krakowa zorganizowało w sali Towarzystwa Strzeleckiego obchody jubileuszu. W uroczystości uczestniczyli m.in. Jan Matejko, Józef Majer, Juliusz Kossak, Michał Bałucki i Władysław Żeleński. Pojawiła się także reprezentacja chłopów z Modlnicy. Obchody uświetnił koncert, w którego repertuarze znalazły się utwory m.in. Chopina, Moniuszki, Żeleńskiego oraz samego Kolberga. Prawdopodobnie z okazji tego jubileuszu Kolberg uhonorowany został członkostwem Cesarskiego Towarzystwa Miłośników Przyrody, Antropologii i Etnografii w Moskwie, a także Warszawskiego Towarzystwa Muzycznego i Warszawskiego Towarzystwa Śpiewaczego „Lutnia”.

### Koniec życia

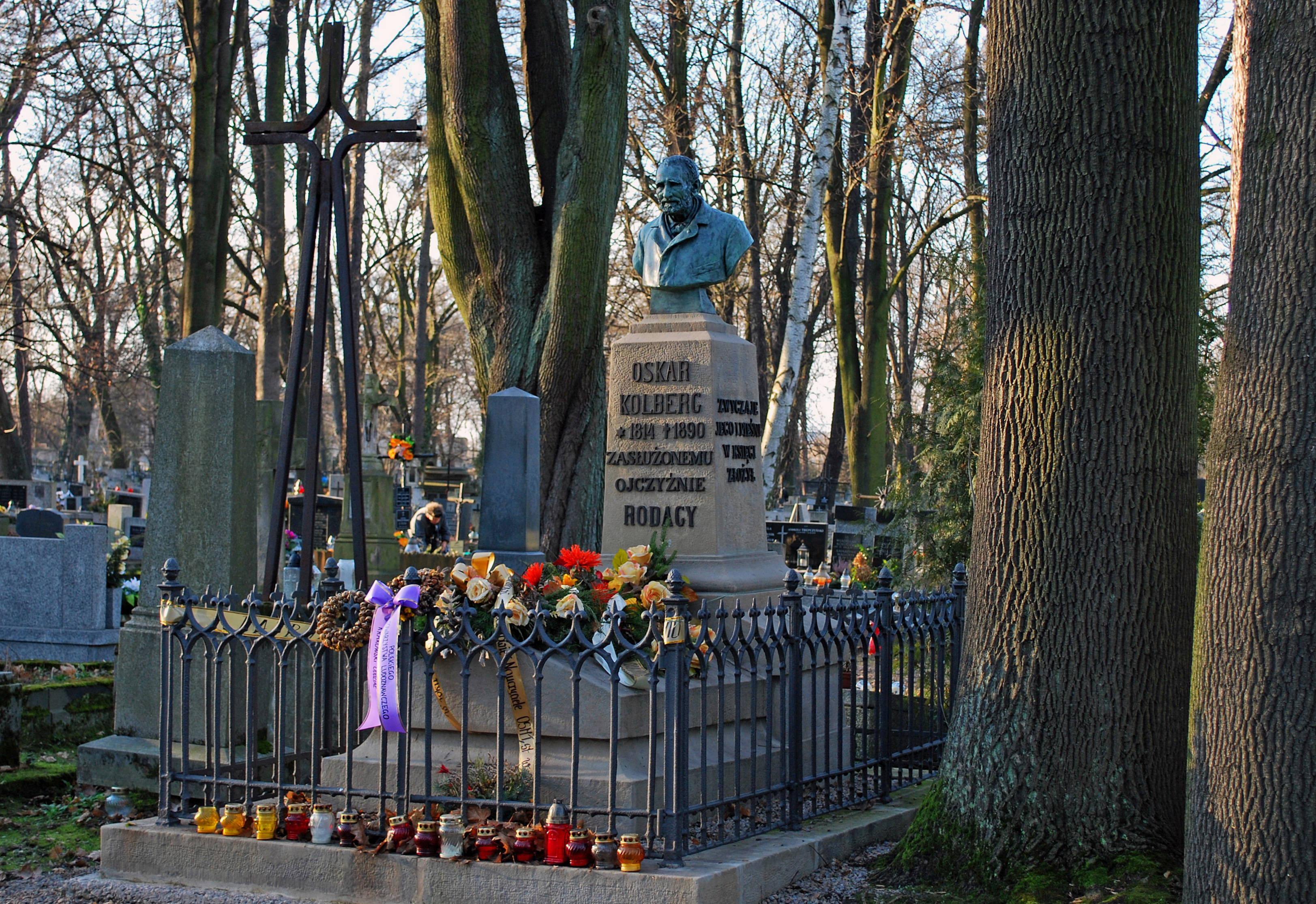
Grób Oskara Kolberga na cmentarzu Rakowickim

Ostatni rok życia Kolberg spędził w domu Izydora Kopernickiego. Zmarł 3 czerwca 1890 r. Wykonawcą swojego testamentu, obok pastora Jerzego Gabrysia, uczynił Kopernickiego, który z niewydanych materiałów zdążył opublikować tylko II część Chełmskiego oraz Przemyskie. Kolberg spoczął w Krakowie, na cmentarzu Rakowickim, w pasie 47. W 1897 roku ze składek społecznych, subwencji Rady Miasta Krakowa i pieniędzy z koncertu Żeleńskiego, na grobie ustawiono nagrobek. Popiersie wykonał Tadeusz Błotnicki, a roboty kamieniarskie Adam Trembecki. W 1965 roku w Przysusze na cześć Oskara Kolberga nadano nazwę „Oskar” miejscowemu klubowi piłkarskiemu.

## Badania
Materiały zebrane przez Kolberga pochodzą z jego własnych zapisów, od innych osób, a także z innych opublikowanych zbiorów. Początkowo, Kolberg zbierał zapisy samodzielnie podczas pieszych wycieczek. Ze względu na m.in. nieufność miejscowej ludności do obcego przybysza oraz problemów wynikających z działań władz zaborczych Kolberg opierał swoje badania na gościnie u zaufanych rodzin ziemiańskich, stanowiących rodzaj „stacji badawczych”. Część materiałów zebranych przez Kolberga pochodzi od osób pochodzących z daleka, które akurat przebywały w miejscu pobytu folklorysty.

### Podróże i miejsca pobytu
Dokładne daty i miejsca podróży Kolberga nie są znane, a tym bardziej niewiadomą jest, w czasie których z nich zbierał materiały etnograficzne. Wykaz udokumentowanych miejsc pobytu jest jednak pomocny w ustaleniu potencjalnych lokalizacji, w których mógł czerpać informacje, lub otrzymać je od innych osób ówcześnie zajmujących się folklorem.
| Rok  | Prawdopodobne podróże i miejsca pobytu w oparciu o DWOK t. 64 |
| ---- | --- |
| 1836 | Trasa do Mitawy i z powrotem: Homel, Mińsk, Wilno, Mitawa, Ryga, Windawa, Wilno, Białystok |
| 1837 | Homel, Litwa, Białystok |
| 1838 | Kutnowskie |
| 1839 | Wilanów, Kutnowskie |
| 1840 | Poznań, Wągrowieckie, Kutnowskie |
| 1841 | Berlin, Lipsk, Marienbad, Praga, Czersk, Kutnowskie |
| 1842 | Wrocław, Lądek-Zdrój, Johannisberg (Opava), Kraków, Modlnica, Mogilany, Kielce |
| 1843 | Kurpie, Krakowskie, Podgórze Beskidzkie, Podhale, Śląsk, Kaliskie |
| 1844 | Kurpie, okolice Garwolina, Przysucha |
| 1845 | Kaliskie, Kurpie |
| 1846 | okolice Warszawy, Sochaczewskie, Płockie, Radomskie |
| 1847 | Kutnowskie, Gostyńskie, Kurpie, Radomskie |
| 1848 | Puławy i okolica, Lubelskie |
| 1849 | okolice Warszawy, Lubelskie |
| 1850 | Garwolińskie, Kutnowskie, Radomskie |
| 1851 | Radomskie, Kieleckie |
| 1852 | Rawskie, Kieleckie |
| 1853 | Rawskie, Kieleckie, okolice Częstochowy i Ojcowa |
| 1854 | Sandomierskie, Radomskie, Ziemia Dobrzyńska |
| 1855 | Sandomierskie, Radomskie, Kieleckie, Krakowskie w granicach Królestwa Polskiego, Płockie, okolice Warszawy |
| 1856 | Sokołowskie, Kurpie, Lipnowskie, Płockie, Radomskie, Kieleckie, Krakowskie w granicach Królestwa Polskiego |
| 1857 | Szczawnica, Tatry, Modlnica, Mogilany, Kraków, Lublana, Zagrzeb, Triest, Wenecja, Primorie, Wiedeń |
| 1858 | Płockie, Ziemia Dobrzyńska, Kurpie, Łomżyńskie, Suwalskie, Augustowskie, Podole rosyjskie |
| 1859 | Radomskie, Sandomierskie, Lubelskie, Chełmskie |
| 1860 | Łęczyckie, Piotrkowskie, Radomskie, Kujawy, Augustowskie, Litwa |
| 1861 | Modlnica, Mogilany, Tatry, Sanockie, Przemyskie, Lwów, Ruś Czerwona, Pokucie, Węgry (Bardyjów) |
| 1862 | Garwolińskie, Radzymińskie, Mińskie, Pułtuskie, Kieleckie, Lublin, Wołyń do Żytomierza, Podole rosyjskie, Tatry |
| 1863 | Modlnica, Mogilany, Tatry, Beskidy, Krynica, Jasło, Sanok, Przemyskie, Ruś Czerwona, Pokucie, Kaliskie, Łęczyckie, Kujawy, Płockie |
| 1864 | Płockie, Łęczyckie, Kujawy, Modlnica, okolice Krakowa, Beskidy, Tatry, Sanockie |
| 1865 | Płockie, Kujawy, Łęczyckie, Czerskie, Lubelskie, okolice Krakowa, Beskidy, Tatry, Sanockie |
| 1866 | Lublin, Chełmskie, Poznańskie |
| 1867 | Poznań, Czarnkowskie, Kościańskie, Średzkie, Kraków, Lwów, Pokucie, Podole galicyjskie, Bukowina, Chełmskie |
| 1868 | Radzymińskie, Poznań, Czarnkowskie, Kościańskie, Średzkie, Kraków, Lwów, Ruś Czerwona, Pokucie, Chełmskie |
| 1869 | Radzymińskie, Podlasie, Augustowskie, Łomżyńskie, Chełmskie, Poznań, Kościańskie, Kraków, Modlnica, Mogilany |
| 1870 | Augustowskie, Łomżyńskie, Chełmskie, Krakowskie, Pokucie, Poznań, Czarnkowskie, Kościańskie, Średzkie |
| 1871 | Poznań, Bogumin, Cieszyn, Kraków, Mogilany, Modlnica, Lwów, Ruś Czerwona, Pokucie |
| 1872 | Poznań, Średzkie, Kościańskie, Cieszyn |
| 1873 | Wiedeń |
| 1875 | Kościańskie, Poznań, Toruń, Ziemia Dobrzyńska, Świeckie, Kaszuby, Gdańsk, Sopot, Malbork, Sztumskie, Elbląg, Królewiec, Lec (Giżycko), Ełk |
| 1876 | Pokucie, Bukowina, Huculszczyzna, Lwów i okolice, Podole galicyjskie |
| 1877 | okolice Lwowa, Pokucie, Podole galicyjskie |
| 1878 | Podróż na wystawę paryską: Wiedeń, Salzburg, Monachium, Zurych, Rapperswill, Lucerna, Berno, Bazylea, Strassburg, Nancy, Paryż, Bruksela, Liège, Akwizgran, Kolonia, Bonn, Moguncja, Wiesbaden, Frankfurt, Eisenach, Lipsk, Berlin, Poznań, Wrocław |
| 1879 | Lwów, Pokucie |
| 1880 | Pokucie |
| 1883 | Sanockie, Przemyskie |
| 1884 | Sanockie, Przemyskie |
| 1885 | Sanockie, Przemyskie |

## Instytut im. Oskara Kolberga
W roku 1960 utworzona została przy Polskim Towarzystwie Ludoznawczym Redakcja „Dzieł wszystkich” Oskara Kolberga (DWOK), działająca początkowo we Wrocławiu. W roku 1962 prace przeniesiono do Poznania, a kierownictwo nad nimi objął prof. Józef Burszta (do 1987; następnie zespołem kierował prof. Bogusław Linette). Celem Redakcji, zatrudniającej zespół specjalistów – filologów, muzykologów i etnologów – była publikacja spuścizny Kolberga. W wyniku przekształceń gospodarczych i zmian form finansowania w roku 1998 Redakcję przekształcono w niezależny Instytut im. Oskara Kolberga.
Od początku prac nad wydaniem spuścizny Oskara Kolberga czuwa Rada Naukowa. Jej pierwszym przewodniczącym był prof. Julian Krzyżanowski, następnie, po jego śmierci w 1976 r., stanowisko to objął prof. Gerard Labuda, a obecnie Radzie przewodniczy prof. Aleksander Posern-Zieliński.

## Dzieła wszystkie[22]
1. Tom 1. Pieśni Ludu Polskiego
2. Tom 2. Sandomierskie
3. Tom 3. Kujawy cz. I
4. Tom 4. Kujawy cz. II
5. Tom 5. Krakowskie cz. I
6. Tom 6. Krakowskie cz. II
7. Tom 7. Krakowskie cz. III
8. Tom 8. Krakowskie cz. IV
9. Tom 9. W. Ks. Poznańskie cz. I
10. Tom 10. W Ks. Poznańskie cz. II
11. Tom 11. W. Ks. Poznańskie cz. III
12. Tom 12. W Ks. Poznańskie cz. IV
13. Tom 13. W. Ks. Poznańskie cz. V
14. Tom 14. W. Ks. Poznańskie cz. VI
15. Tom 15. W. Ks. Poznańskie cz. VII
16. Tom 16. Lubelskie cz. I
17. Tom 17. Lubelskie cz. II
18. Tom 18. Kieleckie cz. I
19. Tom 19. Kieleckie cz. II
20. Tom 20. Radomskie cz. I
21. Tom 21. Radomskie cz. II
22. Tom 22. Łęczyckie
23. Tom 23. Kaliskie cz. I
24. Tom 24. Mazowsze cz. I
25. Tom 25. Mazowsze cz. II
26. Tom 26. Mazowsze cz. III
27. Tom 27. Mazowsze cz. IV
28. Tom 28. Mazowsze cz. V
29. Tom 29. Pokucie cz. I
30. Tom 30. Pokucie cz. II
31. Tom 31. Pokucie cz. III
32. Tom 32. Pokucie cz. IV
33. Tom 33. Chełmskie cz. I
34. Tom 34. Chełmskie cz. II
35. Tom 35. Przemyskie
36. Tom 36. Wołyń
37. Tom 37. Miscellanea cz. I
38. Tom 38. Miscellanea cz. II
39. Tom 39. Pomorze
40. Tom 40. Mazury Pruskie
41. Tom 41. Mazowsze cz. VI
42. Tom 42. Mazowsze cz. VII
43. Tom 43. Śląsk
44. Tom 44. Góry i Podgórze cz. I
45. Tom 45. Góry i Podgórze cz. II
46. Tom 46. Kaliskie i Sieradzkie
47. Tom 47. Podole
48. Tom 48. Tarnowskie-Rzeszowskie
49. Tom 49. Sanockie-Krośnieńskie cz. I
50. Tom 50. Sanockie-Krośnieńskie cz. II
51. Tom 51. Sanockie-Krośnieńskie cz. III
52. Tom 52. Białoruś-Polesie
53. Tom 53. Litwa
54. Tom 54. Ruś Karpacka cz. I
55. Tom 55. Ruś Karpacka cz. II
56. Tom 56. Ruś Czerwona cz. I
57. Tom 57. Ruś Czerwona cz. II
58. Tom 58. Materiały do etnografii Słowian wschodnich
59. Tom 59/I Materiały do etnografii Słowian zachodnich i południowych cz. I, Łużyce
60. Tom 59/II Materiały do etnografii Słowian zachodnich i południowych cz. II, Czechy, Słowacja
61. Tom 59/III Materiały do etnografii Słowian zachodnich i południowych cz. III, Słowiańszczyzna południowa
62. Tom 60. Przysłowia
63. Tom 61. Pisma muzyczne cz. I
64. Tom 62. Pisma muzyczne cz. II
65. Tom 63. Studia, rozprawy i artykuły
66. Tom 64. Korespondencja Oskara Kolberga cz. I
67. Tom 65. Korespondencja Oskara Kolberga cz. II
68. Tom 66. Korespondencja Oskara Kolberga cz. III
69. Tom 67. Pieśni i melodie ludowe w opracowaniu fortepianowym cz. I-II
70. Tom 68. Kompozycje wokalno-instrumentalne
71. Tom 69. Kompozycje fortepianowe.
72. Tom 70. Pieśni ludu polskiego. Suplement do t. 1
73. Tom 71. Sandomierskie. Suplement do t. 2
74. Tom 72/I. Kujawy. Suplement do t. 3-4 cz. I
75. Tom 73/I. Krakowskie. Suplement do t. 5-8 cz. I
76. Tom 73/II. Krakowskie. Suplement do t. 5-8 cz. II
77. Tom 73/III. Krakowskie. Suplement do t. 5-8 cz. III
78. Tom 74. W. Ks. Poznańskie. Suplement do t. 9-15
79. Tom 75. Lubelskie. Suplement do t. 16-17
80. Tom 76. Kieleckie. Suplement do t. 18-19
81. Tom 77/I. Radomskie. Suplement do t. 20-21 cz. I
82. Tom 77/II. Radomskie. Suplement do t. 20-21 cz. II
83. Tom 78. Łęczyckie. Suplement do t. 22
84. Tom 79. Kaliskie. Suplement do t. 23
85. Tom 80. Mazowsze. Suplement do t. 24-28
86. Tom 81. Pokucie. Suplement do t. 29-32
87. Tom 82. Chełmskie. Suplement do t. 33-34
88. Tom 83/I. Przemyskie. Suplement do t. 35 cz. I
89. Tom 83/II. Przemyskie. Suplement do t. 35 cz. II
90. Tom 84. Wołyń. Suplement do t. 36
91. Tom 85. Biografia Oskara Kolberga
92. Tom 86. Indeksy

## Twórczość kompozytorska
Pomimo że Oskar Kolberg poświęcił się etnografii, pozostawił po sobie spory dorobek kompozytorski. Jego spuścizna muzyczna to utwory na fortepian (głównie formy taneczne – polonezy, polki, kujawiaki, mazurki, obertasy, ale także np. etiudy, formy sonatowe, marszowe i rapsodyczne), pieśni i utwory sceniczne. Twórczość ta, czerpiąca inspiracje z muzyki ludowej, należy do romantycznego nurtu muzyki narodowej. Posiada ona ponadto pewne cechy stylu brillant. Kolberg debiutował jako kompozytor w roku 1836, kiedy to ukazała się drukiem jego pierwsza pieśń, Talizman. Kolejne jego utwory (m.in. pieśni, kompozycje fortepianowe i wersja fortepianowa opery sielskiej Król pasterzy) publikowane były przede wszystkim w latach 1840–1860, jednak należy zaznaczyć, że wiele utworów pozostawił on po sobie wyłącznie w postaci rękopisów. Cały dorobek kompozytorski Oskara Kolberga został wydany drukiem dopiero pod koniec XX w. w ramach edycji „Dzieł wszystkich” (jako Kompozycje wokalno-instrumentalne oraz Kompozycje fortepianowe – DWOK t. 68 i 69).
Do najbardziej znanych i najczęściej cytowanych utworów Oskara Kolberga należą kompozycje sceniczne, szczególnie wspomniana opera sielska Król pasterzy z librettem Teofila Lenartowicza, wystawiona w Warszawie w 1859 roku, która jako jedyna została zinstrumentowana oraz opublikowana w wersji fortepianowej, przeznaczonej do wykonywania przez małe zespoły amatorskie. Mimo popularności utwór został dość chłodno przyjęty przez współczesnych kompozytorowi krytyków. Szczególnym ich uznaniem cieszyły się za to kompozycje fortepianowe Kolberga, zwłaszcza tańce: mazury, obertasy czy kujawiaki.

### Kompozycje Oskara Kolberga

#### Wydane drukiem za życia kompozytora[32]

##### Pieśni na głos i fortepian
- Talizman. Ballada. „Pamiętnik Muzyczny Warszawski” 1836 nr 6.
- Pod twym okienkiem (sł. J. Heppen). Warszawa, Bernstein, Lit. J.V. Fleck, 1855.
- Trzy pieśni J.B. Zaleskiego ułożył do śpiewu O. Kolberg: „Rojenia wiosenne”, „Młodo zaswatana”, „Śpiew poety”. Warszawa, R. Friedlein, 1857.
- Do dziewczyny (sł. Gustaw Zieliński). „Tygodnik Ilustrowany” 1868 t. 1, nr 24.
- Ułan polski (sł. Edmund Wasilewski). „Echa minionych lat” (z. 1 – słowa, z. 2 – nuty). Lwów, wyd. J. Horoszkiewicz, 1889.

##### Utwory sceniczne
- Król pasterzy. Opera sielska (lib. T. Lenartowicz). Warszawa, drukarnia W. Otto, 1859-1860.

##### Kompozycje fortepianowe
- Valse. Warszawa, G. Sennewald, 1836.
- Mazur. Warszawa, H. Hirszel, 1841.
- Dwa Mazury. warszawa, F. Spiess i Sp., 1841.
- Six Polonaises. Op. 1. Berlin, T. Trautwein, 1841[33].
- Kujawiak. Warszawa, F. Spiess i Sp., 1843.
- Kujawiak. Według znanego tematu gminnego. Warszawa, F. Spiess i Sp., 1843.
- Six Contredanses. Op. 4. Warszawa, F. Spiess i Sp., 1844.
- Mazur. Warszawa, I. Klukowski, 1844.
- Kujawiaki w stylu gminnym [...] (trzy zeszyty). Warszawa, G. Sennewald, F. Spiess, I. Klukowski, 1844-1845.
- Fantasie sur un Thème polonaise [...]. Warszawa, H. Hirszel, 1846.
- Kujawiaki [...] Op. 12. Warszawa, H. Hirszel, 1846.
- Mazourkas [...] Op. 8. Warszawa, F. Spiess a. Co., 1847.
- Deux Valses. Op. 9. Warszawa, F. Spiess a. Co., 1847.
- Trois Etudes. Op. 14. Warszawa, F. Spiess a. Co., 1848.
- Deux Etudes. Op. 20. Warszawa, F. Spiess a. Co., 1848.
- Sześć Kujawiaków. Op. 19. Warszawa, I. Klukowski, 1850.
- Dwa Mazury Op. 22. Warszawa, H. Hirszel, 1850.
- Grande Marche. Op. 21. Warszawa, G. Sennewald, 1856.
- Polka. Warszawa, R. Friedlein, 1859.
- Mazur. Warszawa, A. Dzwonkowski i Sp., 1861.
- Nasze Sioła. Kujawiaki, czyli Obertasy. Warszawa, A. Dzwonkowski, 1861.
- Grande Valse Brillante. Op. 23. Warszawa, A. Dzwonkowski, 1861.
- Mazur. „Tygodnik Ilustrowany” 1867 T. XVI, nr 431.
- Polka. „Tygodnik Ilustrowany” 1868, t. 1, nr 8.
- Mazourkas et autres danses. Poznań, M. Leiteber a. Co., 1876.
- Mazur. „Tygodnik Ilustrowany” 1889 nr 332.

#### Zachowane jako rękopisy

##### Pieśni na głos i fortepian[32]
- Gdy na górach świta dzionek (sł. J.B. Zaleski).
- Dumny kochanek: Wszak powieka moja sucha (sł. K. Zakrzewski).
- Krakowiak: Gdybyś Ty była moja.
- Dumka: Przygniótł chęci ciężar losu (sł. T. Lenartowicz).
- Co mi tam: Dawno ze snu myśl wybita (sł. J.B. Zaleski).
- Jaskółka: Kiedyż, kiedyż jaskółeczko (sł. S. Pruszakowa).
- Kochanka do gwiazdy: Złotowłosa gwiazdo miła (sł. S. Witwicki).
- On zginął: Ogrody wonią, błyszczy kalina (sł. J. Heppen).
- On zginął: Choć wszystko z wiosną kwitnąć zaczyna (sł. J. Heppen).
- Przyczyna: Mówię ci grzecznie i skromnie (sł. S. Witwicki).
- Westchnienie za rodzinną chatką: Darmo błądzę oczyma (sł. J.B. Zaleski).
- Wiosna: Błyszczą krople rosy (sł. S. Witwicki).
- Wyjazd: Smutno niańki ci śpiewały (sł. S. Witwicki).
- Zakochana: Wiatr szeleści po topoli (sł. J.B. Zaleski).
- Piszczałeczka jedyna.
- Kukułeczko moja siwa.

#### Pieśni chóralne[32]
- Psalm 85. Nakłoń ucha Twego, Panie.
- Do smutnego przyjaciela: Bracie mój młody (sł. S. Witwicki).
- Utwór bez tytułu.

##### Utwory sceniczne
- Scena w karczmie, czyli powrót Janka. Opera w jednym akcie (lib. J.K. Gregorowicz)[34].
- Pielgrzymka do Częstochowy (lib. O. Kolberg wg S. Pruszakowej)[32].
- Wiesław (lib. S. Pruszakowa wg K. Brodzińskiego)[32].

##### Kompozycje fortepianowe[32]
- Mazurka F-dur.
- Mazur B-dur.
- Mazurka As-dur.
- Mazurka A-dur.
- Mazur D-dur.
- Wielki mazur fantastyczny D-dur.
- Mazur As-dur.
- Obertas D-dur.
- Wiatrak. Perpetuum mobile D-dur.
- Valse As-dur.
- Valse G-dur.
- Valse B-dur.
- Grande Sonate Es-dur.
- Variationes brillantes G-dur (utwór niekompletny).
- Marcia A-dur.
- 7 utworów bez tytułów.

## Rok Oskara Kolberga
Z okazji 200. rocznicy urodzin wybitnego etnografa i kompozytora, uchwałą Sejmu Rzeczypospolitej Polskiej, rok 2014 został ogłoszony Rokiem Oskara Kolberga. Zaplanowano realizację licznych działań koncertowych, edukacyjnych, wydawniczych i promocyjnych, takich jak stworzenie strony internetowej poświęconej Kolbergowi, digitalizacja i udostępnienie rękopisów oraz wydanych dzieł etnografa, renowacja nagrobka na cmentarzu Rakowickim, odsłonięcie ławeczki pomnikowej w rodzinnej Przysusze i wiele innych. W 2014 r. Poczta Polska wyemitowała w nakładzie 300 tys. sztuk upamiętniający Kolberga znaczek pocztowy o nominale 4,20 zł.